# Filipovići (Chorwacja)
Filipovići – wieś w Chorwacji, w żupanii zagrzebskiej, w mieście Sveti Ivan Zelina. W 2011 roku liczyła 70 mieszkańców.